# تقسیم هند

تقسیم هندوستان

تقسیم هند چند تکه شدن هند بریتانیا به قلمروی پاکستان (بعداً جمهوری اسلامی پاکستان و جمهوری خلق بنگلادش) و اتحادیهٔ هند (بعداً جمهوری هند) در سال ۱۹۴۷ است. تقسیم، شامل تقسیم استان بنگال هند بریتانیا به پاکستان شرقی و بنگال غربی (هند)، و تقسیم استان پنجاب به پنجاب غربی (بعداً پنجاب پاکستان و سرزمین پایتخت اسلام‌آباد) و پنجاب شرقی (بعداً پنجاب هند، هاریانا و هیماچال پرادش) شد. این قرارداد شامل تقسیم مالکیت‌های دولتی نیز می‌شد، از آن‌ها می‌توان به ارتش هند و بریتانیا، خدمات عمومی هند و دیگر خدمات مدیریتی، راه‌آهن هندوستان و خزانهٔ مرکزی اشاره کرد. این تقسیم در قانون استقلال هند مشخص شد و منجر به انحلال راج بریتانیا، یعنی حکومت پادشاهی در هند شد. دو قلمرو مستقل هند و پاکستان به‌طور قانونی در نیمه شب ۱۵ اوت ۱۹۴۷ به وجود آمدند. این جدایی باعث آوارگی بیش از ۱۰ تا ۲۰ میلیون نفر شد و تخمین کشته‌شده‌ها از ۱۰۰ها هزار نفر تا ۱ میلیون نفر است. از این جابجایی انسانی به عنوان یکی از بزرگ‌ترین بحران پناهندگان در تاریخ یاد می‌شود که تلفات آن بین چند صد هزار تا دو میلیون نفر تخمین زده می‌شود. طبیعت خشن این جدایی و وقایعی که در حین آن اتفاق افتاد، فضایی از نفرت و بدگمانی را در روابط میان هند و پاکستان به وجود آورد که همچنان ادامه دارد.
اصطلاح «تقسیم هند» شامل جنگ استقلال بنگلادش در سال ۱۹۷۱، و جدایی‌های قبلی حکومت بریتانیا در برمه (اکنون میانمار) و بریتانیای سیلان (اکنون سری‌لانکا) از ادارهٔ هند بریتانیا نمی‌شود.
پس از این جدایی، ایالت‌های راج‌نشین هندوستان این انتخاب را داشتند که به هند یا پاکستان بپیوندند، یا اینکه خود خارج از این دو مستقل بمانند. در نهایت تمام آن‌ها با هند متحد شدند. البته این انتخاب‌ها باعث درگیری‌هایی نیز شد که از آن‌ها می‌توان به جنگ هند-پاکستان سال ۱۹۴۷ اشاره کرد که بر سر جامو و کشمیر بود. در عین حال پس از آن نیز بر سر مناطق مختلف درگیری‌های گوناگونی رخ داد.
رمان بچه‌های نیمه شب از سلمان رشدی در قالب یک داستان در ژانر رئالیسم جادویی به این جدایی و وقایع قبل و بعد آن می‌پردازد